# Čtvrtá vláda Petera Colotky
Čtvrtá vláda Petera Colotky  působila od 18. června 1981 do 18. června 1986 ve Slovenské socialistické republice v rámci ČSSR.

## Složení vlády
- předseda vlády SSR Peter Colotka
- místopředseda vlády Július Hanus
- místopředseda vlády (do 12. 10. 1984) Karol Martinka
- místopředseda vlády (od 12. 10. 1984) Pavol Hrivnák
- místopředseda vlády (do 6. 12. 1983) Ján Gregor
- místopředseda vlády (od 6. 12. 1983) Jaroslav Kánský
- místopředseda vlády (od 1. 11. 1983) Václav Vačok
- ministr financí František Mišeje
- ministr průmyslu (do 30. 11. 1982) Alojz Kusalík, (30. 11. 1982 – 18. 6. 1986) Pavol Hrivnák, (od 12. 10. 1984) Štefan Urban
- ministr zemědělství Ján Janovic
- ministr výstavby a techniky (20. 6. 1983 – 31. 10. 1983 – zrušeno) Václav Vačok
- ministr práce a sociálních věcí (do 8. 12. 1983) Dezider Kroscány, (od 8. 12. 1983) Kazimír Nagy
- ministr vnitra Štefan Lazar
- ministr obchodu (do 30. 11. 1982) Dezider Goga, (od 30. 11. 1982) Jaroslav Zelko
- ministr stavebnictví Dušan Miklánek
- ministr lesního a vodního hospodářství Vladimír Margetin
- ministr zdravotnictví Emil Matejiček
- ministr školství Juraj Buša
- ministr kultury Miroslav Válek
- ministr spravedlnosti (do 30. 11. 1982) Pavol Király, (od 30. 11. 1982) Ján Pješčák
- předseda Výboru lidové kontroly Štefan Ferencei
- předseda Slovenské komise pro vědeckotechnický a investiční rozvoj (od 1. 11. 1983) Václav Vačok
- předseda Slovenské plánovací komise (do 12. 10. 1984) Karol Martinka, (od 12. 10. 1984) Pavol Hrivnák